# 3. kosmická rychlost

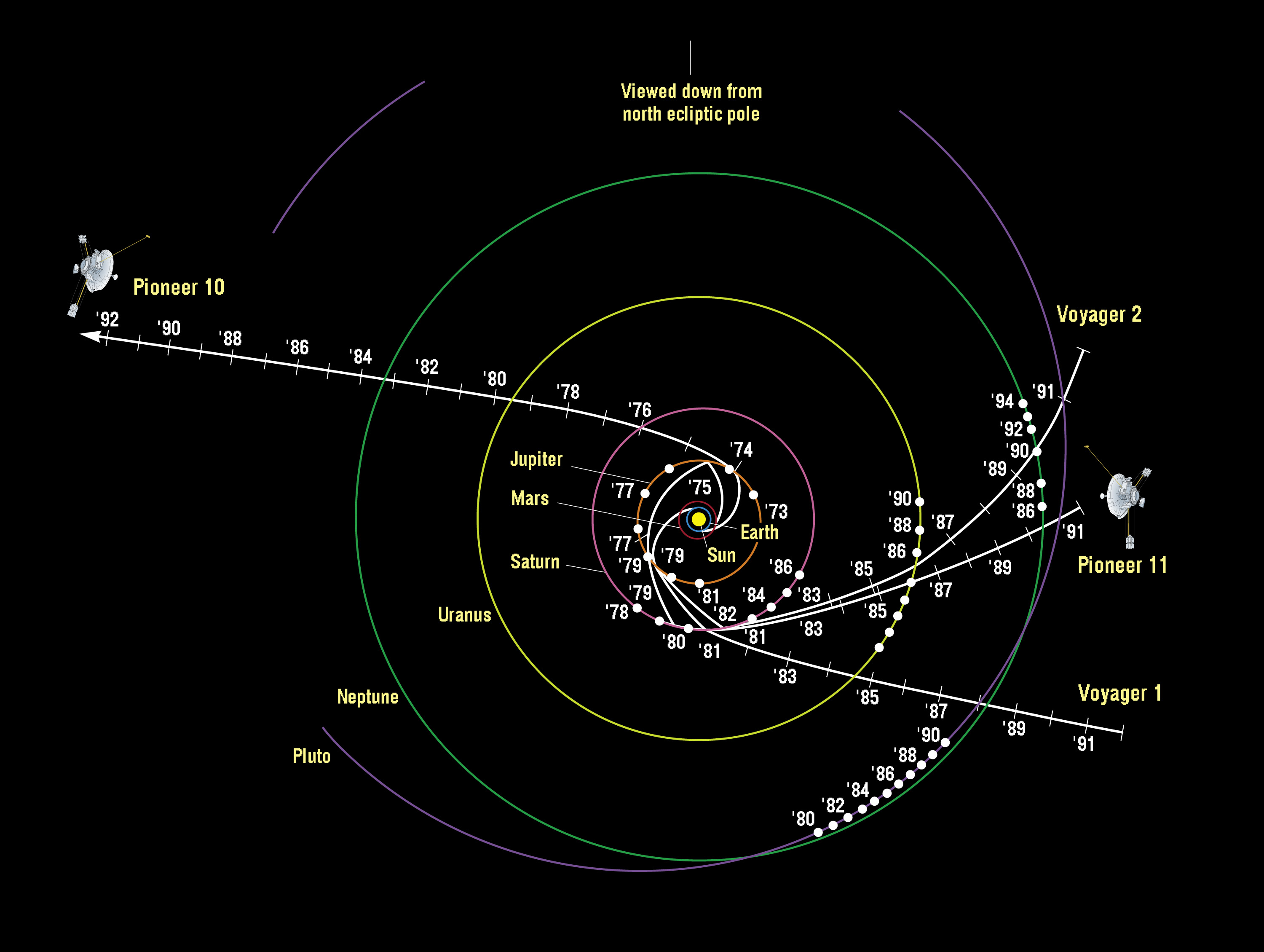
Schema znázorňující trajektorie kosmických sond Pioneer 10 a 11, Voyager 1 a 2. Číselné údaje u trajektorií udávají rok, kdy sonda daného bodu dosáhla.

3. kosmická rychlost je rychlost potřebná k vypuštění tělesa mimo gravitační pole Slunce, tj. mimo Sluneční soustavu. Tato rychlost má ve vzdálenosti Slunce-Země velikost 42,1 km/s. Na Zemi však můžeme využít oběžné rychlosti planety Země, která činí 29,8 km/s. Potřebná dodatečná rychlost pak je 12,4 km/s. Těleso by však muselo též překonat gravitační pole Země. Třetí kosmická rychlost je proto 16,7 km/s při startu ze zemského povrchu (tak se udává nejčastěji), případně 13,8 km/s pro odlet z vyčkávací dráhy kolem Země.
Prvními tělesy vyrobenými lidmi, které získaly třetí kosmickou rychlost a v budoucnu tak opustí Sluneční soustavu jsou sondy Pioneer 10 a 11. Pioneer 10 byl vypuštěn 3. března 1972 a brzy po startu získal rychlost 14,5 km/s. Pioneer 11 byl vypuštěn 6. dubna 1973 a po startu získal rychlost 14,3 km/s. Dalšími sondami, které opouštějí Sluneční soustavu jsou Voyager 1 (vypuštěn 5. září 1977), Voyager 2 (vypuštěn 20. srpna 1977) a New Horizons (vypuštěn 19. ledna 2006). V praxi se pro dosažení 3. kosmické nebo vyšších rychlostí využívá gravitačního praku při průletu kolem planety Jupiter.